# Shani Sharaizin
Shani Sharaizin (17 maggio 2007) è una nuotatrice artistica israeliana.

## Palmarès
- Giochi europei

Cracovia 2023: oro nel programma libero combinato e bronzo nella gara a squadre programma libero

### Coppa del Mondo
- 2 podi:
  - 1 secondo posto (1 nella gara a squadre)
  - 1 terzo posto (1 nella gara a squadre)